# Kaloderma
Kaloderma ist eine traditionsreiche deutsche Marke für Körperpflegeprodukte, die 1881 von der Parfümerie- und Toiletteseifenfabrik F. Wolff & Sohn in Karlsruhe eingeführt wurde. Die Marke wurde insbesondere durch ihre Seifen und Rasiercremes bekannt und erlangte über Jahrzehnte hinweg internationale Bedeutung.

## Geschichte
Die Marke Kaloderma wurde 1881 von dem Karlsruher Unternehmen Parfümerie- und Toiletteseifenfabrik F. Wolff & Sohn eingeführt, das von Friedrich Wolff gegründet worden war. Der Name setzt sich aus altgriechisch καλός kalós (schön) und altgriechisch δέρμα dérma (Haut) zusammen und sollte für hochwertige Hautpflegeprodukte stehen.
Nach der Übernahme von F. Wolff & Sohn durch die Hans-Schwarzkopf-Gruppe im Jahr 1973 und der Einstellung der Produktion in Karlsruhe 1974 überlebte die Marke und wechselte mehrfach den Besitzer.
Im Jahr 2001 erwarb die Berliner Firma Berlin Cosmetics GmbH & Co. KG die Markenrechte an Kaloderma für Deutschland von Schwarzkopf-Henkel. Ziel war es, die traditionsreiche Marke neu zu positionieren. Die Produktion wurde zunächst in Berlin fortgeführt und später nach Pulheim bei Köln verlagert, wo sie heute unter dem Dach der MAXIM Markenprodukte GmbH & Co. KG erfolgt.
Parallel existiert die Marke Kaloderma auch international weiter und gehört außerhalb Deutschlands zum italienischen Unternehmen Ludovico Martelli S.r.l., das unter anderem auch die Marke Proraso vertreibt.

## Produkte
Zur Produktpalette von Kaloderma gehörten und gehören unter anderem:
- Toilettenseifen
- Rasierseifen und Rasiercremes
- Hautpflegeprodukte
- Körperlotionen und Cremes

Ein charakteristischer Bestandteil der Kaloderma-Cremes war Wollwachs (Lanolin), das für seine feuchtigkeitsspendenden und hautpflegenden Eigenschaften bekannt ist.

## Werbung und Design
Kaloderma war über Jahrzehnte für aufwändige Werbekampagnen bekannt. Historische Anzeigen und Verpackungsdesigns sind heute gefragte Sammlerobjekte.

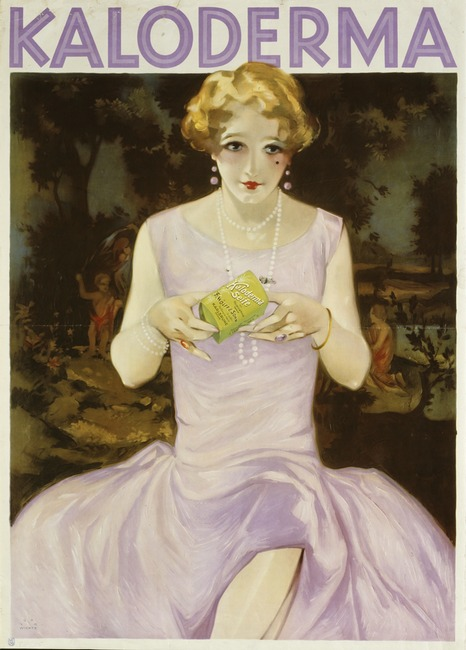
Werbung für Kaloderma-Seife von Jupp Wiertz, ca. 1920
Werbung, 1921
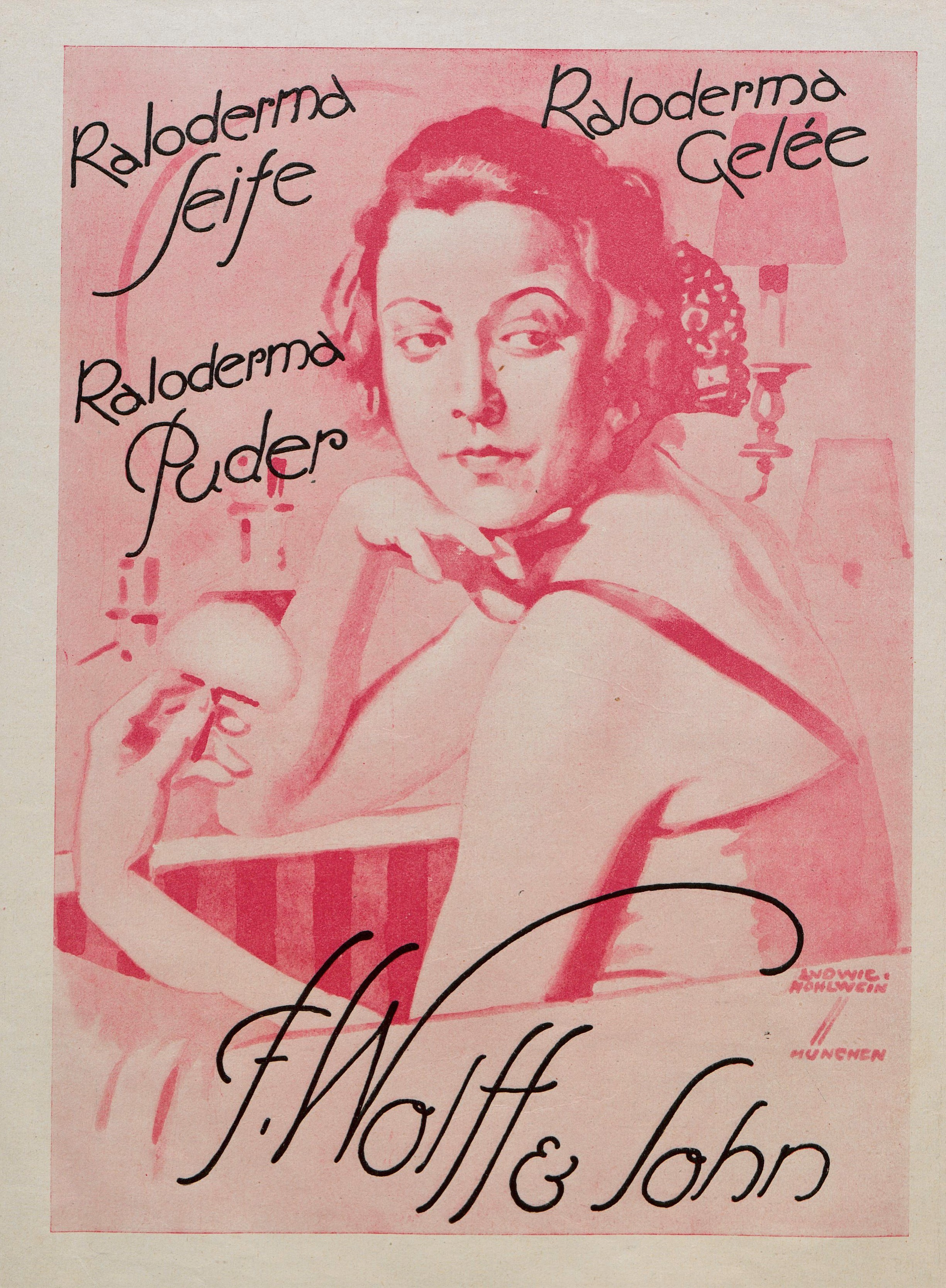
Werbung für Kaloderma-Produkte von Ludwig Hohlwein, 1924
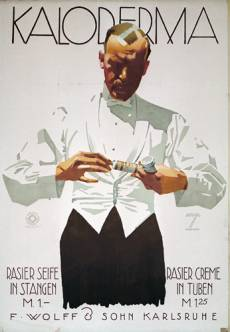
Werbung für Kaloderma-Rasiercreme von Ludwig Hohlwein, 1927
Werbung, 1927
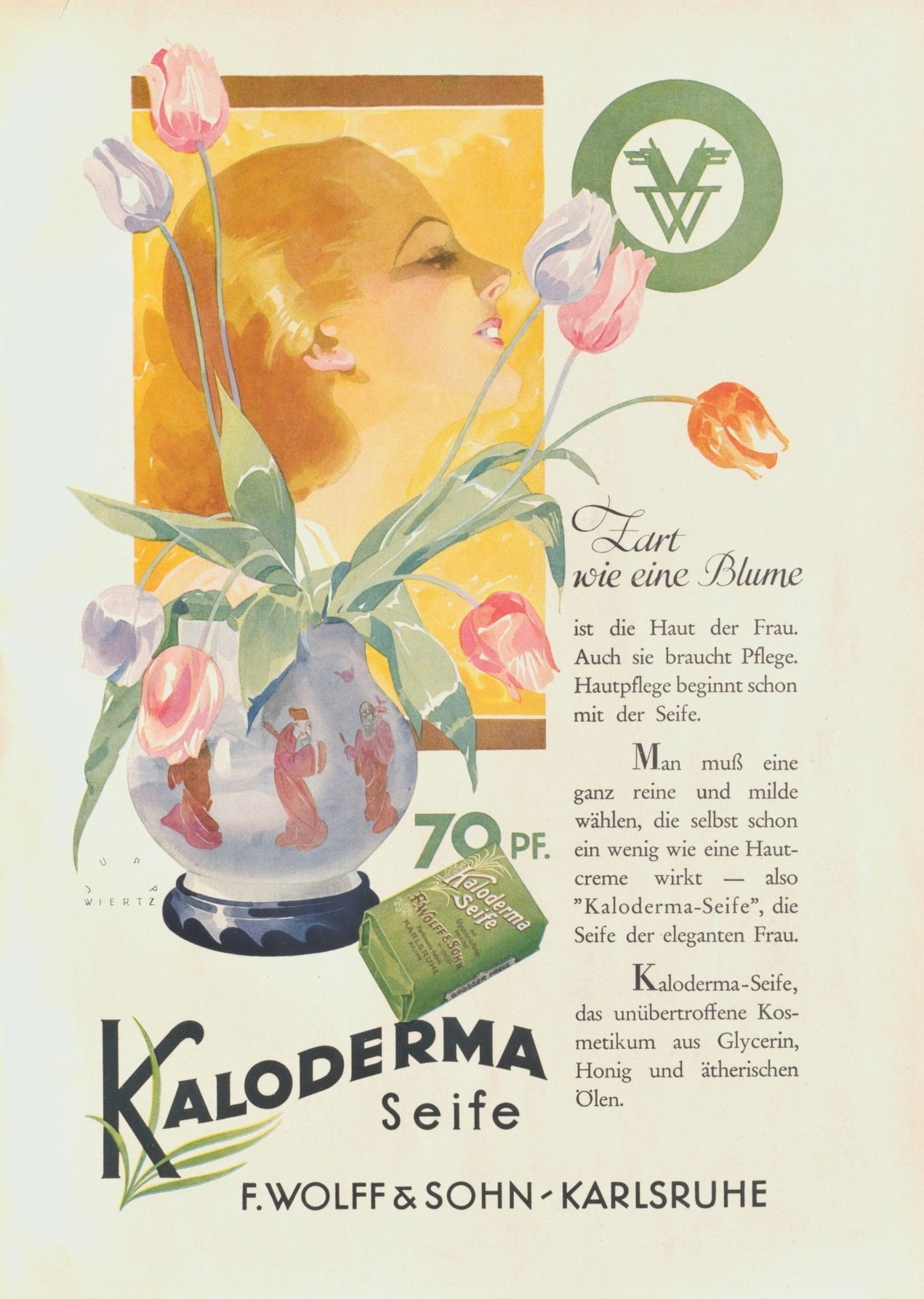
Werbung für Kaloderma-Seife von Jupp Wiertz, 1930